# Coenagrion castellani
L'azzurrina italiana (Coenagrion castellani Roberts, 1948), è una damigella della famiglia Coenagrionidae, l'unica a essere endemica della penisola italiana.

## Descrizione
Simile alla congenere C. mercuriale, se ne differenzia tuttavia per la forma della macchia sul secondo segmento addominale, più simile alla "testa di gatto" di C. scitulum che all'elmo di Mercurio, per via dei cornini corti e spessi. Il carattere principale tuttavia, per cui fu descritta come sottospecie nel 1948, riguarda tuttavia la forma e dimensioni delle appendici genitali maschili.

## Distribuzione e habitat
Endemismo italiano piuttosto raro e localizzato al Nord, dove raggiunge la Liguria, il Piemonte e l'Emilia-Romagna ma manca dalle altre regioni, è invece abbastanza diffusa nelle regioni centro-meridionali, incluse Abruzzo e Molise, dove si hanno poche segnalazioni sparse e localizzate. Segnalata in Sicilia negli anni '70 e '80 del XX secolo, non è mai stata riconfermata in tempi recenti nessuna popolazione stabile o temporanea sull'isola (A. Corso, pers. obs.), mentre è assente in Sardegna. Si rinviene dal livello del mare fino a 850 m di altitudine, con una netta predilezione per le quota planiziali e collinari.
Le larve si sviluppano in acque correnti di piccole dimensioni come risorgive, ruscelli, canaletti e rigagnoli soleggiati, alimentati quasi sempre da acque sorgive, con una netta preferenza per i substrati calcarei alcalini. Importantissima è la presenza di vegetazione ripariale elofitica e acquatica, e la presenza di sedimento molle dove le larve trovano rifugio. Gli adulti si allontanano poco dai siti riproduttivi stazionando spesso sulle loro sponde.

## Tassonomia
Considerata una semplice sottospecie di C. mercuriale fino a pochi anni fa, è stata riconosciuta come una specie valida a seguito di studi genetici.

## Conservazione
La Lista rossa IUCN classifica Coenagrion castellani come specie vulnerabile.